# Nolte State Park
Der Nolte State Park ist ein 117 Acres (47 ha) großer State Park im US-Bundesstaat Washington etwa 6 mi (10 km) nordöstlich von Enumclaw und unmittelbar südlich von Cumberland an der Westgrenze der Kaskadenkette. Er enthält 7.174 ft (2.187 m) des Ufers des Deep Lake nahe dem Green River. Das Grundstück war viele Jahre zuvor ein Resort und wurde dem Staat Anfang der 1970er Jahre von Minnie Nolte geschenkt. Im See kommen Regenbogenforellen, Küsten-Cutthroat-Forellen, Rotlachse, Crappies und Katzenwelse vor. Am See gibt es eine öffentliche Seebrücke zum Angeln, einen Strand und einen Wander-Weg rund um den See. Die Slipanlage für Boote dient nur zum Einsetzen, Parken ist nur zeitweise möglich. Der Deep Lake hat eine Fläche von 39 Acres (16 ha) und ist maximal 76 ft (23 m) tief.